# Associazione Del Calcio Di Vicenza 1927-1928
Questa voce raccoglie le informazioni riguardanti il Associazione del Calcio di Vicenza nelle competizioni ufficiali della stagione 1927-1928.

## Stagione
In questa stagione il Vicenza si piazzò ultimo al decimo posto, con undici punti. La squadra biancorossa non retrocedette in Terza Divisione in quanto fu successivamente riammessa in Seconda Divisione a completamento dei quadri della categoria.

## Rosa
| N. |                   | Ruolo | Calciatore        |
| -- | ----------------- | ----- | ----------------- |
|    | Italia (bandiera) | P     | Callegari         |
|    | Italia (bandiera) | P     | Silla Romanzini   |
|    | Italia (bandiera) | D     | Bruno Andrighetti |
|    | Italia (bandiera) | D     | Tullio Capraro    |
|    | Italia (bandiera) | D     | Guido Dal Monico  |
|    | Italia (bandiera) | D     | De Antoni         |
|    | Italia (bandiera) | D     | Giovanni Lorenzi  |
|    | Italia (bandiera) | D     | Felice Montemezzo |
|    | Italia (bandiera) | D     | Tiziano Morando   |
|    | Italia (bandiera) | D     | Romussi           |
|    | Italia (bandiera) | C     | Guido Bedin       |
|    | Italia (bandiera) | C     | Mario Beria       |
|    | Italia (bandiera) | C     | Bertorazzo        |

| N. |                   | Ruolo | Calciatore           |
| -- | ----------------- | ----- | -------------------- |
|    | Italia (bandiera) | C     | Colotti              |
|    | Italia (bandiera) | C     | Frido Dal Toso       |
|    | Italia (bandiera) | A     | Umberto Griggio (II) |
|    | Italia (bandiera) | C     | Giovanni Monti       |
|    | Italia (bandiera) | C     | Rosetta              |
|    | Italia (bandiera) | A     | Giobatta Bertoldi    |
|    | Italia (bandiera) | A     | Ercole Bertolotti    |
|    | Italia (bandiera) | A     | Livio Dal Conte      |
|    | Italia (bandiera) | A     | Marchioro            |
|    | Italia (bandiera) | A     | Gastone Ongaro       |
|    | Italia (bandiera) | A     | Pietro Spinato       |
|    | Italia (bandiera) | A     | Giovanni Tognato     |
|    | Italia (bandiera) | A     | Aurelio Vivian       |